# 北大渠乡
北大渠乡，是中华人民共和国新疆维吾尔自治区巴音郭楞蒙古自治州焉耆回族自治县下辖的一个乡镇级行政单位。

## 行政区划
北大渠乡下辖以下地区：
太平渠村、北大渠村、八家户村、北渠村、六十户村、十号渠村和丰达实验农场村。